# Lisbon (Connecticut)
Lisbon è un comune di 4.234 abitanti degli Stati Uniti d'America, situato nella Contea di New London nello Stato del Connecticut.